# Kościół Apostolski we Włoszech

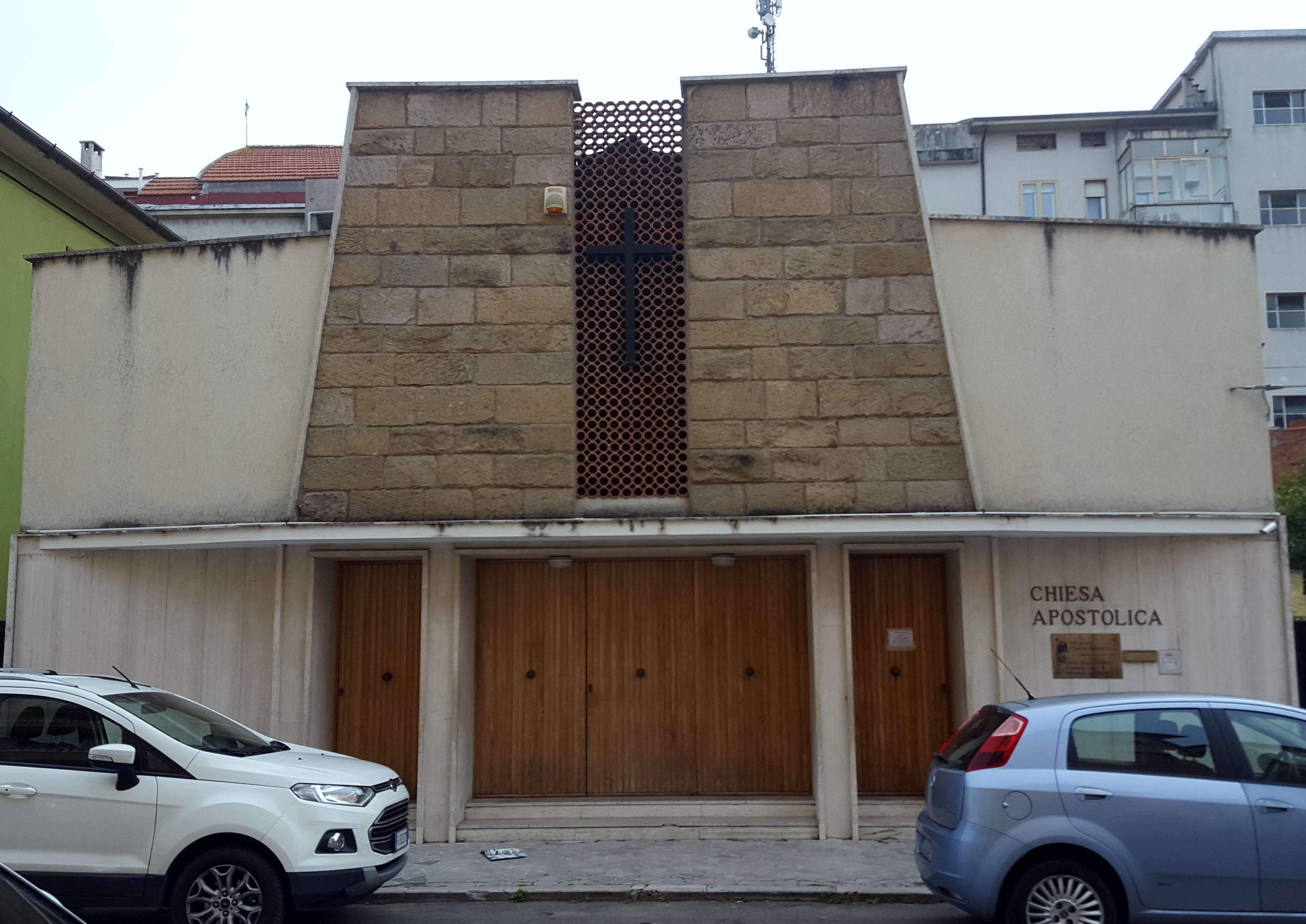
Zbór apostolski w Grosseto

Kościół Apostolski we Włoszech (wł. Chiesa apostolica in Italia) – chrześcijański kościół protestancki o charakterze ewangelikalnym nurtu zielonoświątkowego działający we Włoszech, będący częścią Kościoła Apostolskiego na świecie.
Kościół Apostolski przybył do Włoch przez misjonarzy z Danii w 1927 roku, powstały wtedy pierwsze dwie małe społeczności w Civitavecchia i Grosseto. Pierwsze oficjalne miejsce kultu zostało otwarte w Grosseto w 1930 roku.
Według aktualnych danych we wrześniu 2010 roku, Kościół Apostolski we Włoszech liczył ok. 9800 wiernych, w tym 7800 członków. 
Kościół Apostolski we Włoszech jest częścią Federacji Kościołów Zielonoświątkowych we Włoszech.